# ЛТ-10
ЛТ-10 — серія українських високопідлогових чотиривісних трамвайних вагонів, що випускалися з 1994 по 1998 рр. на Луганському тепловозобудівному заводі.

## Технічні подробиці
Вагон односторонній, однокабінний, обладнаний тиристорно-імпульсною системою управління, а також трьома видами гальм: електричним з можливістю рекуперації, електромагнітним (рейковим) і механічним. Візок безщелепний двовісний з індивідуальним приводом кожної колісної пари через опорно-осьовий двоступінчастий циліндричний тяговий редуктор.

## Міста, в котрих експлуатувалися трамвайні вагони ЛТ-10

### Експлуатація
- У Луганську експлуатувалося 10 трамвайних вагонів. Всі вони були відсторонені від експлуатації у 2005 році. У 2007 році було відновлено рух вагону № 207, який на даний час є єдиним робочім вагоном ЛТ-10.
- У Єнакієвому працювало 5 вагонів з 1994 по 1997 рік. Зараз усі списані та порізані.
- В Москву один вагон надійшов у 1999 році в Бауманське депо. Працював під номерами 0232 і 2300. У 2002 році відсторонений від експлуатації і переведений в музей пасажирського транспорту. На початку 2003 року, у зв'язку з підготовкою Апаковського депо до отримання вагонів ЛТ-5, його було взято туди для вивчення персоналом, перенумеровано у 0130, і після проходження ремонту він кілька тижнів працював із пасажирами, але незабаром був знову відсторонений від експлуатації через поломки.

### Галерея

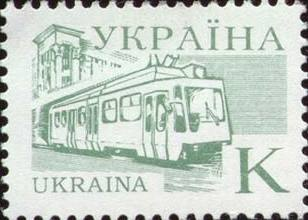
«ЛТ-10», поштова марка України (1995)

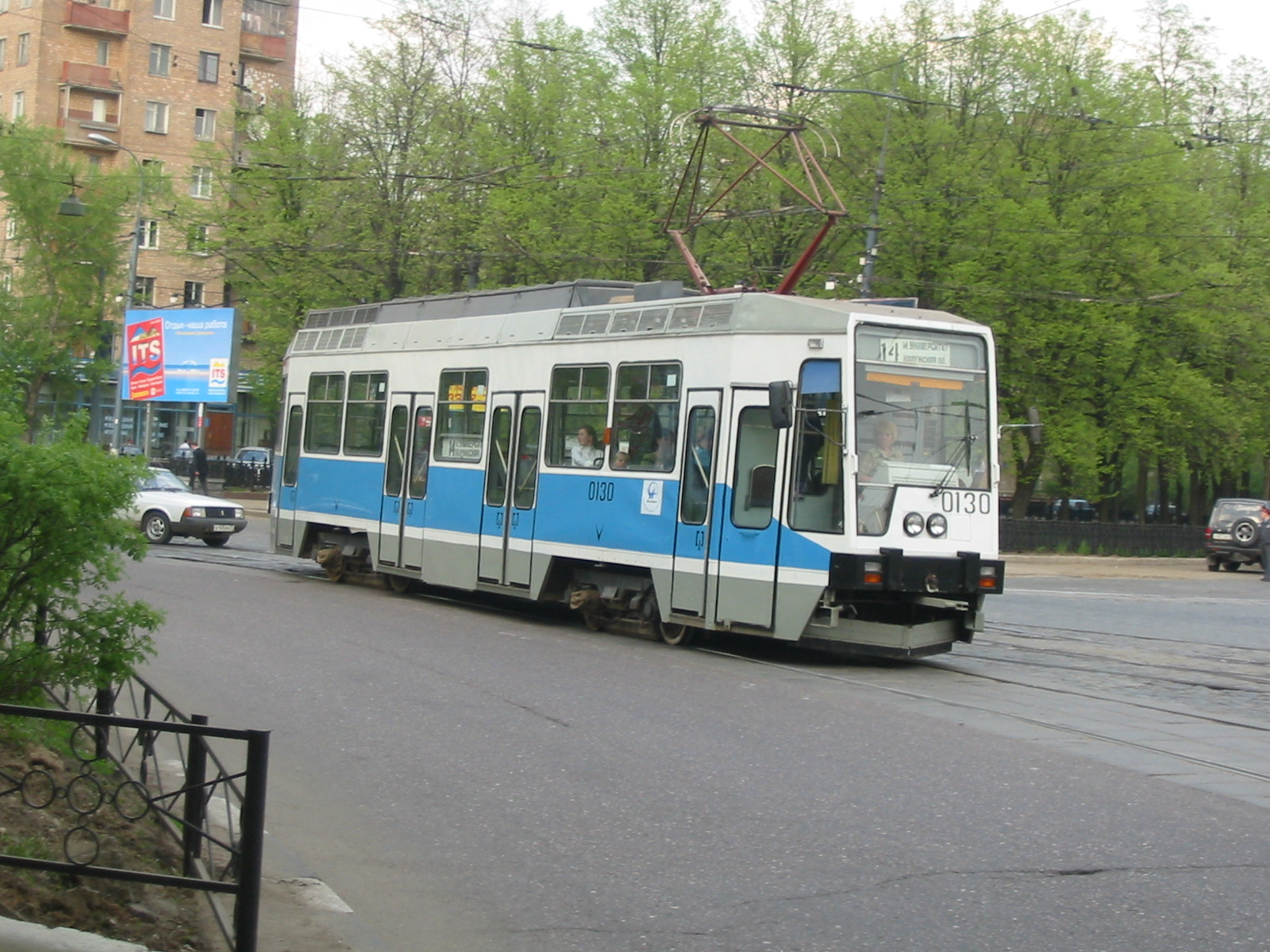
У Москві